# Bal du moulin de la Galette

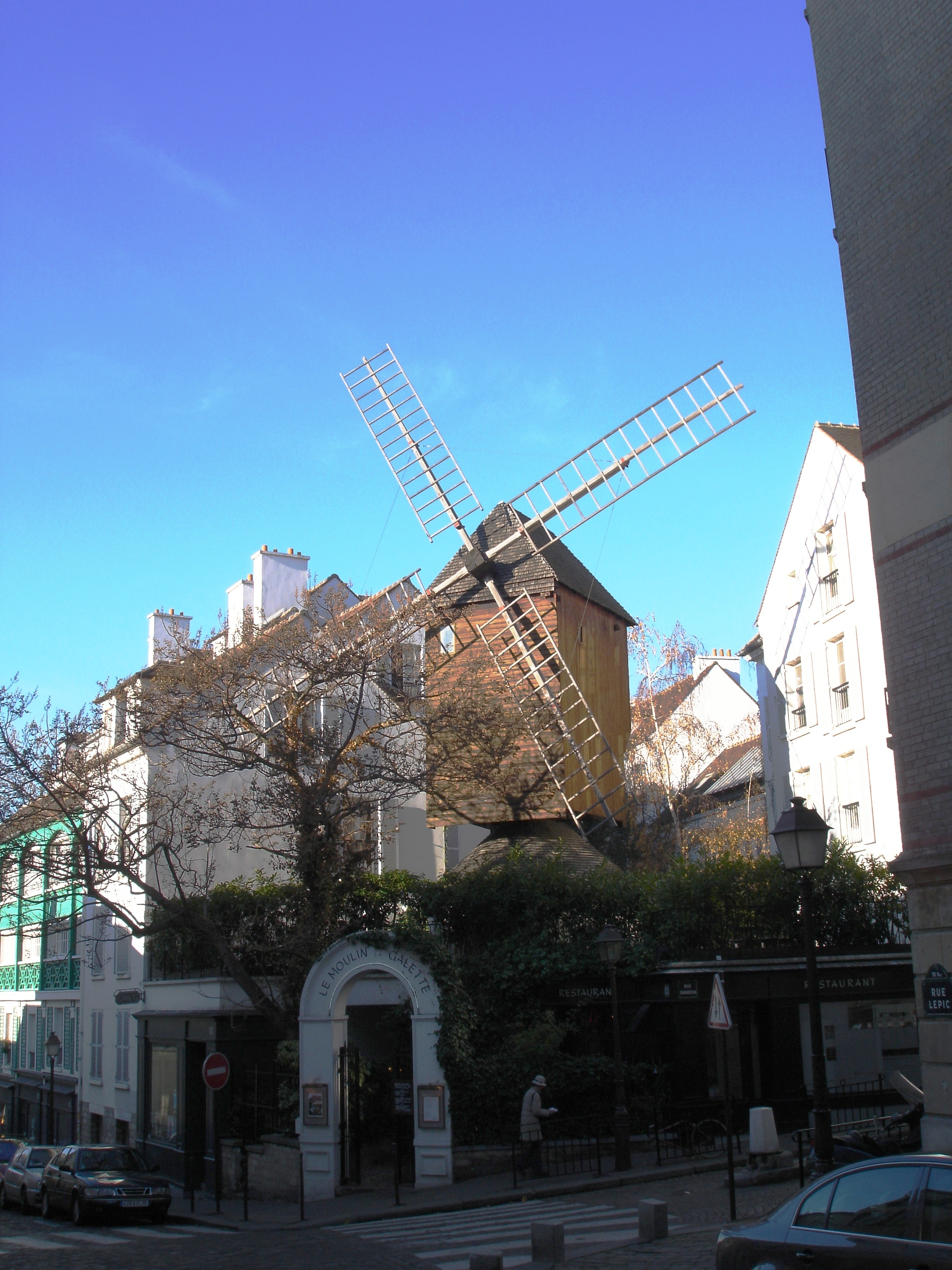
Väderkvarnen Le moulin de la Galette 2005.

Bal du moulin de la Galette är en oljemålning av Auguste Renoir från 1876. Den finns idag på Musée d'Orsay i Paris.
Renoir var den mest livsbejakande av impressionisterna, och denna målning är fylld av liv och rörelse. Moulin de la Galette var ett opretentiöst och populärt dansställe på Montmartre i Paris, som fått sitt namn efter den väderkvarn (moulin) som än idag finns på platsen. Med sina vänner som modeller har Renoir lyckats fånga den familjära, spontant uppsluppna stämning som brukade råda här.

### Fotnoter
1. ↑  Auguste Renoir : Bal du moulin de la Galette Catalogue des oeuvres, Musée d'Orsay. Läst 25 februari 2019.